# Spedale di Sant'Antonio

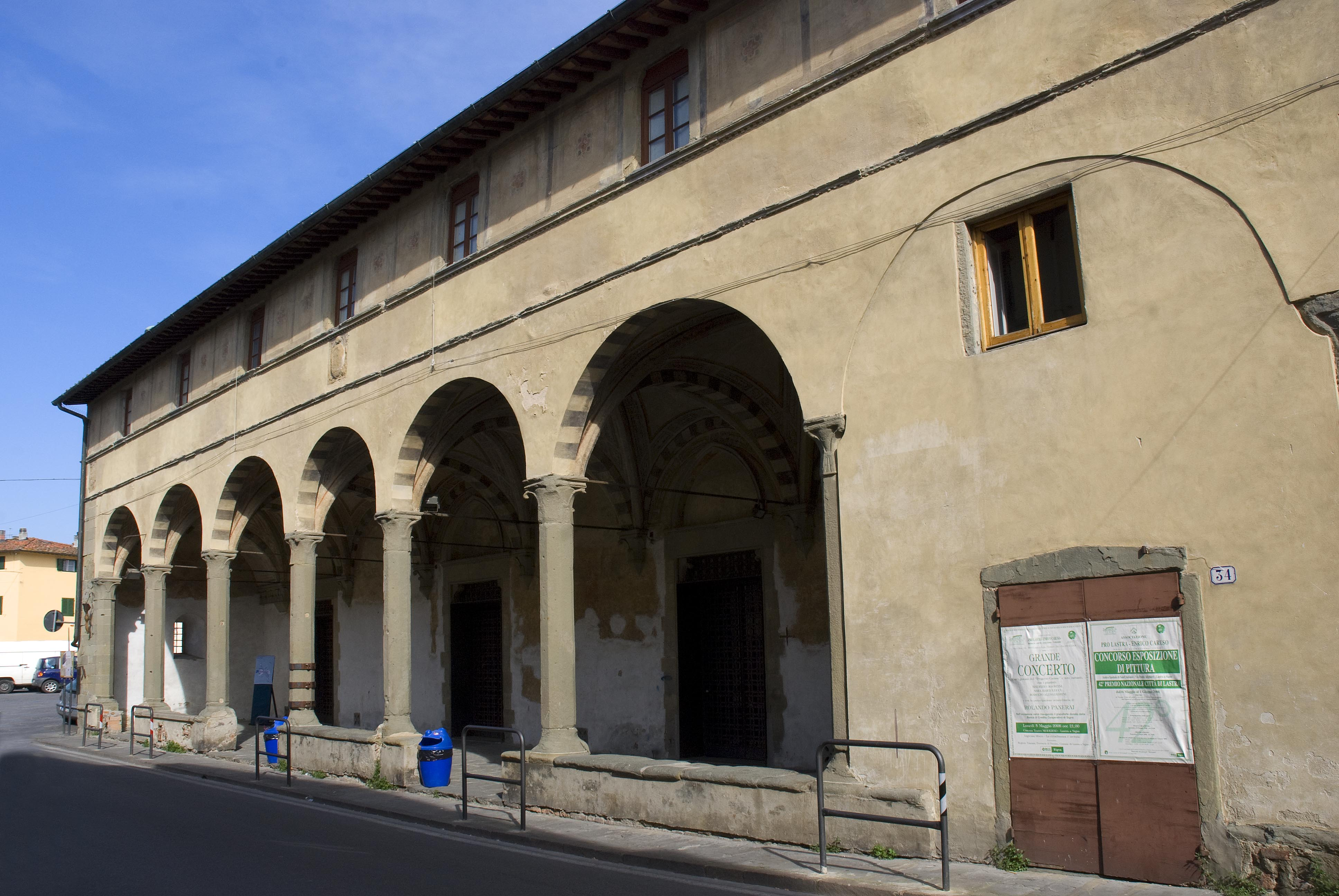
Il loggiato d'ingresso

Lo Spedale di Sant'Antonio si trova a Lastra a Signa.

## Storia e descrizione
Commissionato dalla fiorentina Arte della Seta nel 1411, l'ospedale, per la sobria eleganza delle sue strutture, è stato in passato riferito a Filippo Brunelleschi, che intorno al 1424 era a Lastra per portare a termine le mura urbane.
Interessante è il loggiato, articolato in sette arcate, delle quali una cieca, su pilastri ottagonali in modo da creare uno spazio di prima sosta e ricovero degli ammalati prima dell'accettazione, per non ingombrare - o infettare - gli spazi interni.
L'edificio, restaurato, ospita iniziative culturali.